# Hieracium boreoapenninum
Hieracium boreoapenninum es una especie de planta con flor del género Hieracium, de la familia Asteraceae, orden Asterales.

## Distribución
Hieracium boreoapenninum se distribuye por Italia.

## Taxonomía
Fue descrita científicamente por Gottschl. Fue publicada en Webbia 64: 3 (2009).